# Mialet (Dordonya)
Mialet (en francès Mialet) és un municipi francès situat al departament de la Dordonya i a la regió de la Nova Aquitània.

## Demografia
| 1962                                       | 1968  | 1975  | 1982 | 1990 | 1999 | 2007 |
| ------------------------------------------ | ----- | ----- | ---- | ---- | ---- | ---- |
| 1.287                                      | 1.094 | 1.006 | 888  | 795  | 718  | 681  |
| Des de 1962: població sense dobles comptes |       |       |      |      |      |      |

## Administració
| Període   | Identitat            | Partit |
| --------- | -------------------- | ------ |
| 2001-2006 | Jean-Louis Colombier |        |
| 2006-     | Pierrette Razé       | PS     |